# Famille de Bethmann
Pour les articles homonymes, voir Bethmann.
Ne doit pas être confondu avec famille Metzler de Bethmann.
La famille de Bethmann est une dynastie de banquiers et financiers d'origine allemande, fondateurs de la Banque Bethmann (en).

## Histoire

### Origines
Le premier représentant de la famille est Heinrich Bethmann, inscrit sur le Registrum parochianorum de la ville hanséatique de Goslar en 1416. Ses descendants sont inscrits dans les registres de Goslar en tant que propriétaires de demeures sur Stonestrate et Korngasse. Un autre Bethmann s'installe sur la Knochenhauerstraße en 1492, siège au conseil de ville, et est mentionné entre 1503 et 1520 en tant que Munteherr, fonctionnaire responsable de la frappe des monnaies. Ces premières fonctions sont en accord avec l'activité commerciale de Goslar, cité prospère grâce à l'exploitation des mines d'argent et au secteur prometteur de la métallurgie.
En 1512, Henning Bethmann est accepté dans la guilde des marchands. Il est nommé Tafelherr, conseiller responsable des finances de la ville en 1515, puis Munteherr en 1528 et Kistenherr en 1538. Ces différentes fonctions illustrent la croissance de l'influence sociale des Bethmanns dans leur berceau hanséatique.
L'origine du patronyme provient du métier de collecteurs d’impôts au Moyen Âge.

### Dynastie banquière
Konrad Bethmann (en) (1652-1701), est nommé en 1683 Münzmeister, maître de la Monnaie de la princesse de Nassau-Holzappel. Il obtient en 1687 les mêmes charges pour l'Ordre Teutonique de Friedberg, et en 1692 pour l'archevêché et l'électorat de Mayence. Il accroît ainsi considérablement sa fortune, fondement solide pour l'installation de ses petits-enfants dans le secteur bancaire. Son fils Simon-Moritz Bethmann (de) (1687-1725) sert comme Amtmann, administrateur de la maison de Nassau-Weilburg.

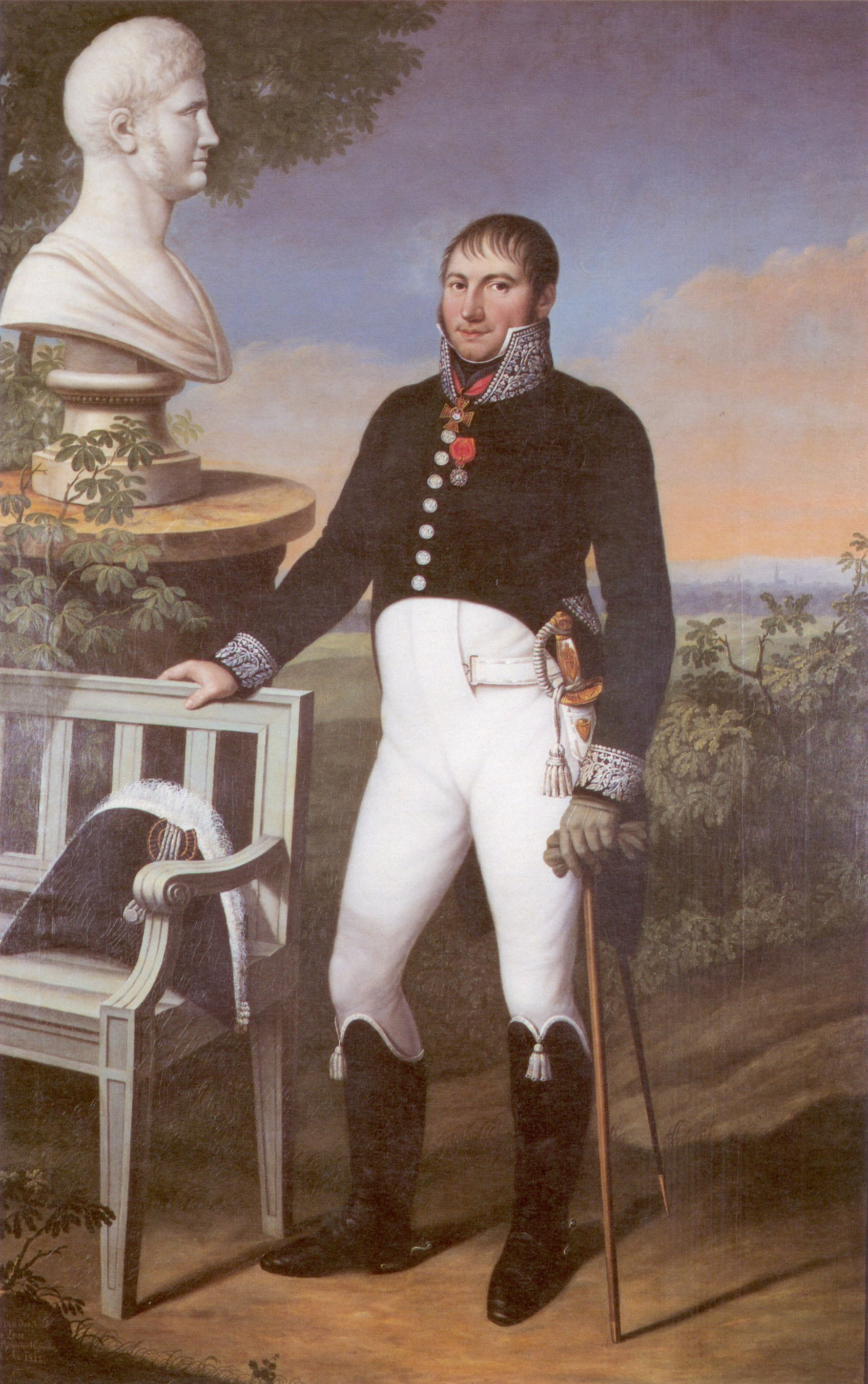
Portrait du consul Bethmann

À la mort de leur père, les fils de Simon-Moritz Bethmann reprennent la maison de négoce laissée en héritage par leur oncle.
Johann Philip (en) et Simon-Moritz II fondent ainsi en 1748 la banque Bethmann à Francfort. 
Leur frère Johann-Jakob s'installera en France pour fonder sa propre maison de commerce à Bordeaux. Les affaires de la firme Bethmann commencent à prospérer vers 1754 par le tissage de liens solides avec le pouvoir impérial. La banque traite avec l'empereur d'Autriche et de nombreux princes du Saint-Empire désireux de sécuriser leurs capitaux. La banque Bethmann domine alors ses concurrents à Francfort, et se place parmi les premières banques protestantes allemandes de l'Empire, en concurrence avec la Famille Rothschild.
Simon-Moritz III (de) (1768-1826) prend la tête de la maison Bethmann de Francfort à la fin du XVIIIe siècle. Financier avisé et diplomate, il traite avec de nombreuses familles régnantes d'Europe. Il négocie avec la France pour obtenir une réduction des impôts pour le financement de la guerre, et s'occupe des négociations sur la sécularisation des biens ecclésiastiques. Il est nommé en 1802 consul de Russie pour la ville de Francfort, puis en 1807 consul général de Russie. Il sera ensuite désigné Staatsrat, membre du Conseil d'État de l'Empire Russe, puis anobli en 1808 par l'empereur François Ier  d'Autriche.

L'un des descendants de Johann-Philipp Bethman, Théobald von Bethmann-Hollweg, réalise une carrière politique impressionnante et devient chancelier impérial. 

### Révolution industrielle
Philipp-Moritz von Bethmann accède en 1833 à la direction de la banque Bethmann. Il redirige les financements de la banque vers les secteurs industriels en plein essor comme la construction des chemins de fer. Ce nouveau dynamisme permettra à la banque de suivre les transitions importantes du XIXe siècle et de ne pas s'éteindre comme d'autres firmes privilégiant des centres d'investissements plus traditionnels. 
Il est nommé consul de Prusse en 1842, obtient le titre héréditaire de baron dans le Grand-Duché de Bade en 1854, puis consul général de Prusse de 1854 à 1866. Son frère, Carl-Ludwig acquiert le château de Fechenbach en 1842.
La banque Bethmann finance une partie de la construction de la tour Eiffel à Paris.[réf. nécessaire]

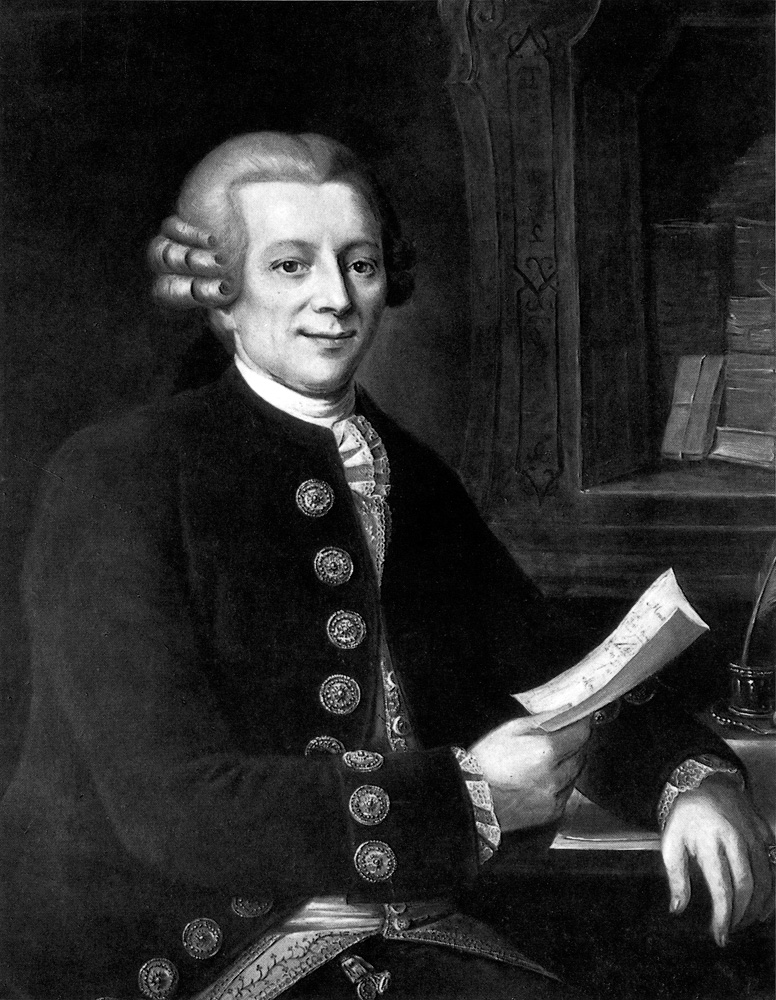
Simon Moritz Bethmann (1721-1782)
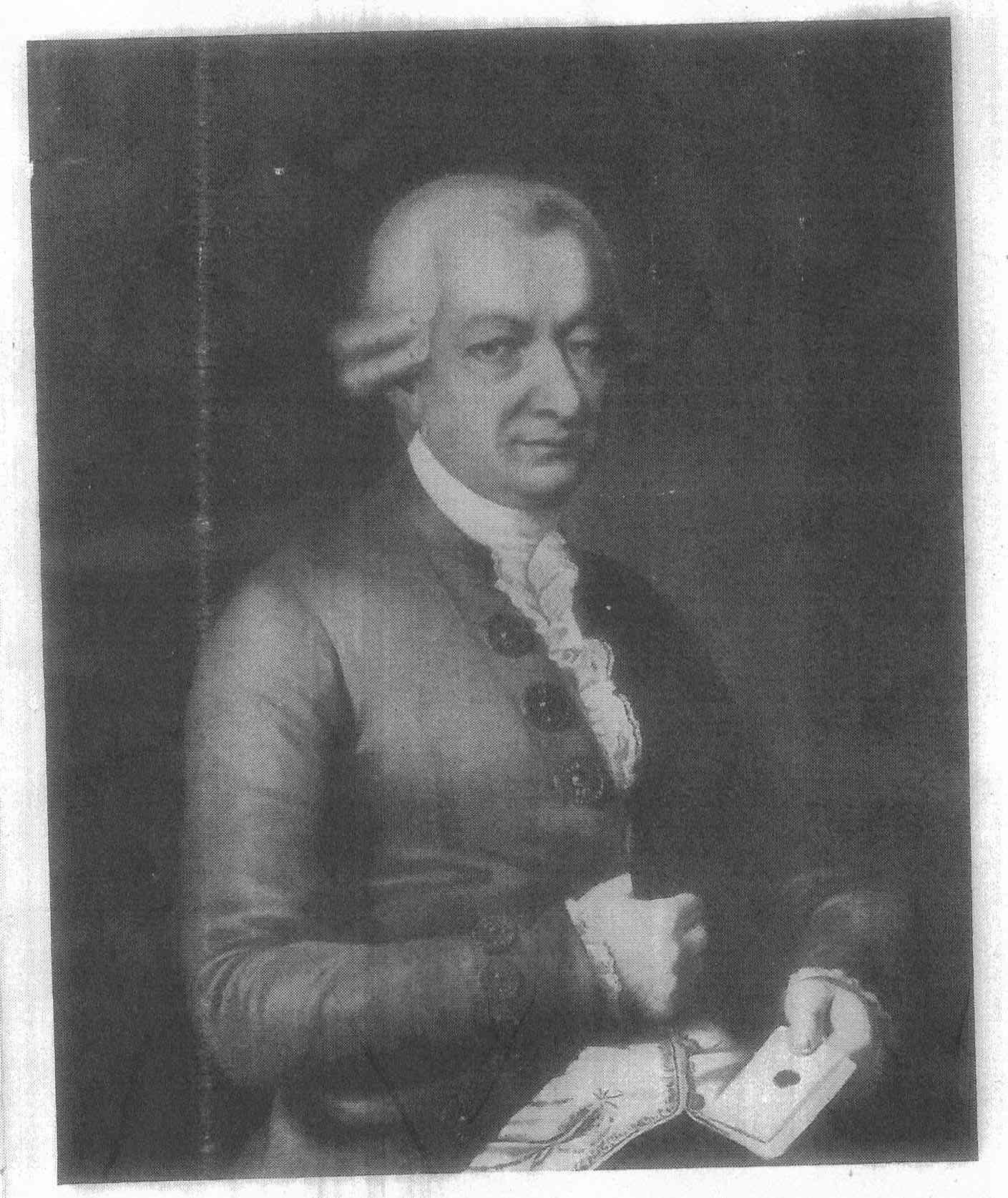
Johann-Philipp Bethmann (1715-1793)
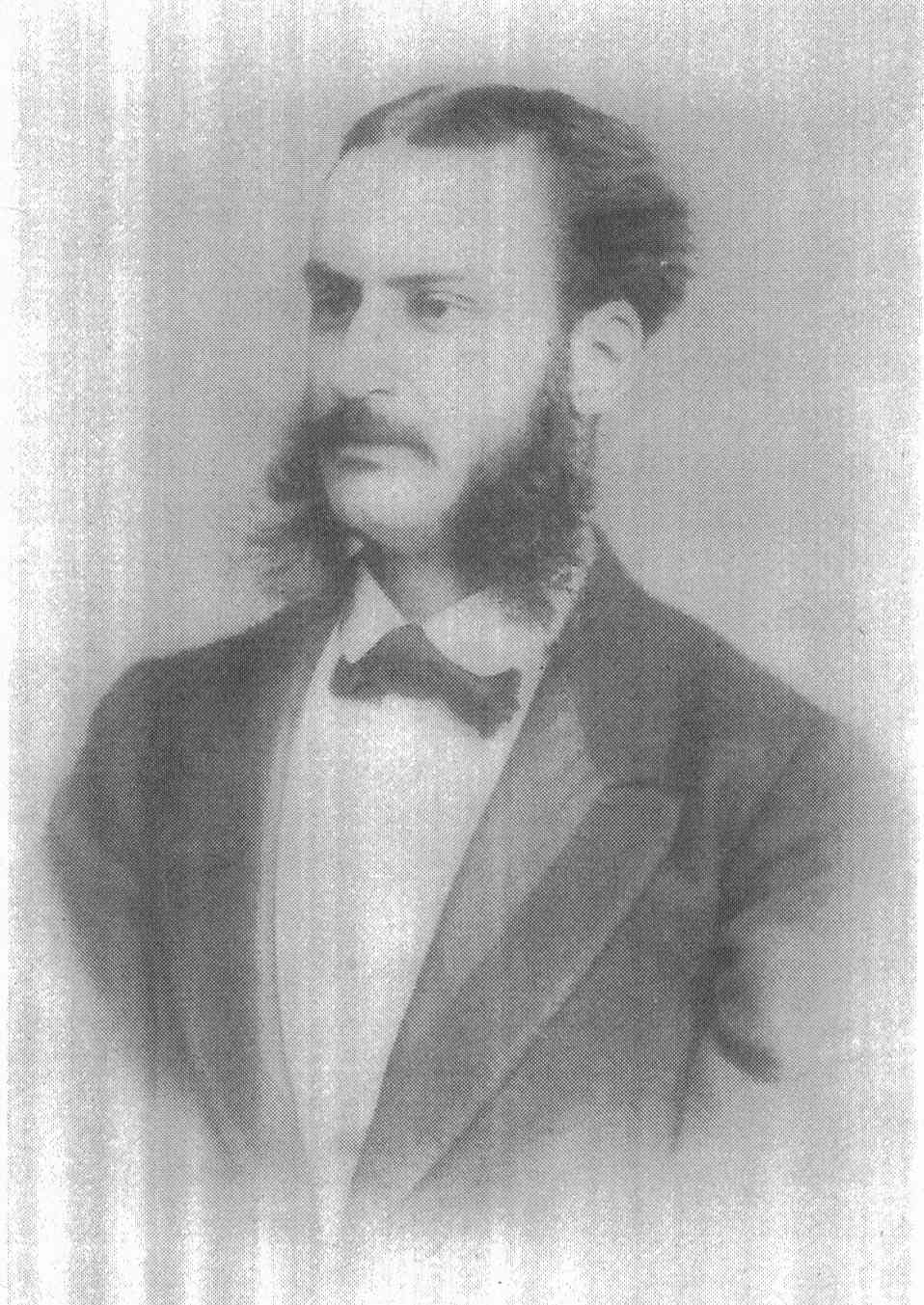
Simon-Moritz von Bethmann (1844-1902)
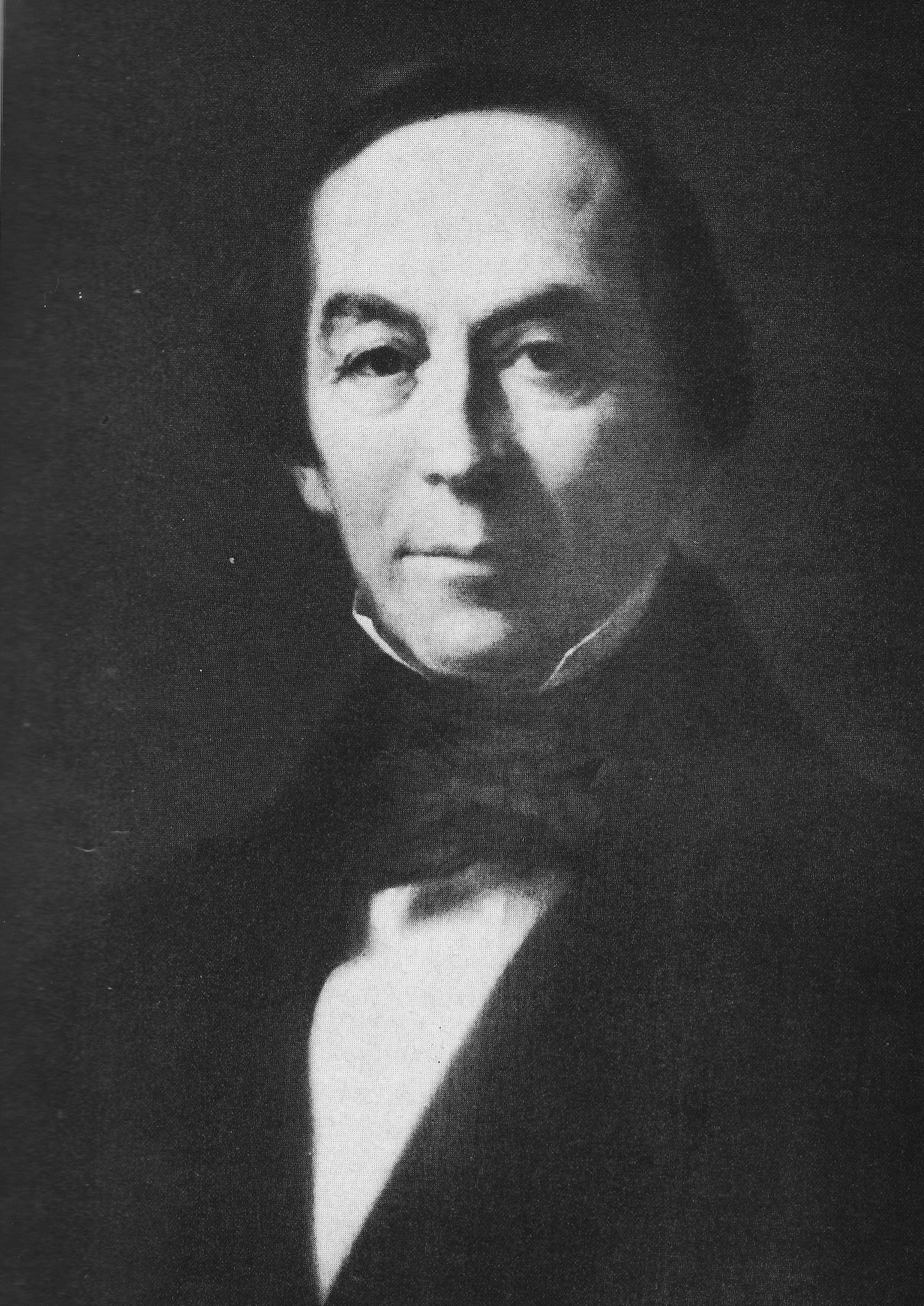
August von Bethmann-Hollweg (1795-1877)
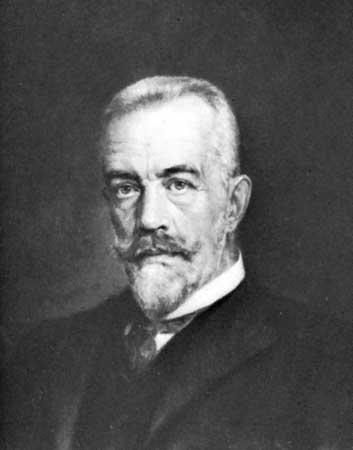
Théobald von Bethmann-Hollweg (1856-1921)

### Banque Bethmann
La Banque Bethmann (en), autrefois Delbrück Bethmann Maffei AG, est aujourd'hui une banque privée dont le siège est toujours présent à Francfort-sur-le-Main. C'est une filiale de la banque néerlandaise ABN AMRO, crée en 2004 par la fusion des banques Delbrück Bankhaus & Co et Bethmann-Maffei. Elle enregistre au premier semestre 2011 des rentrées nettes d'environ 1 milliard d'euros, après un doublement à 1,3 milliard en 2010. Actuellement, les actifs sous gestion représentent environ 17 milliards d'euros.
La banque a acquis dernièrement la LGT Bank Deutschland, filiale allemande du groupe de gestion d’actifs et de patrimoine de la Maison princière du Liechtenstein.

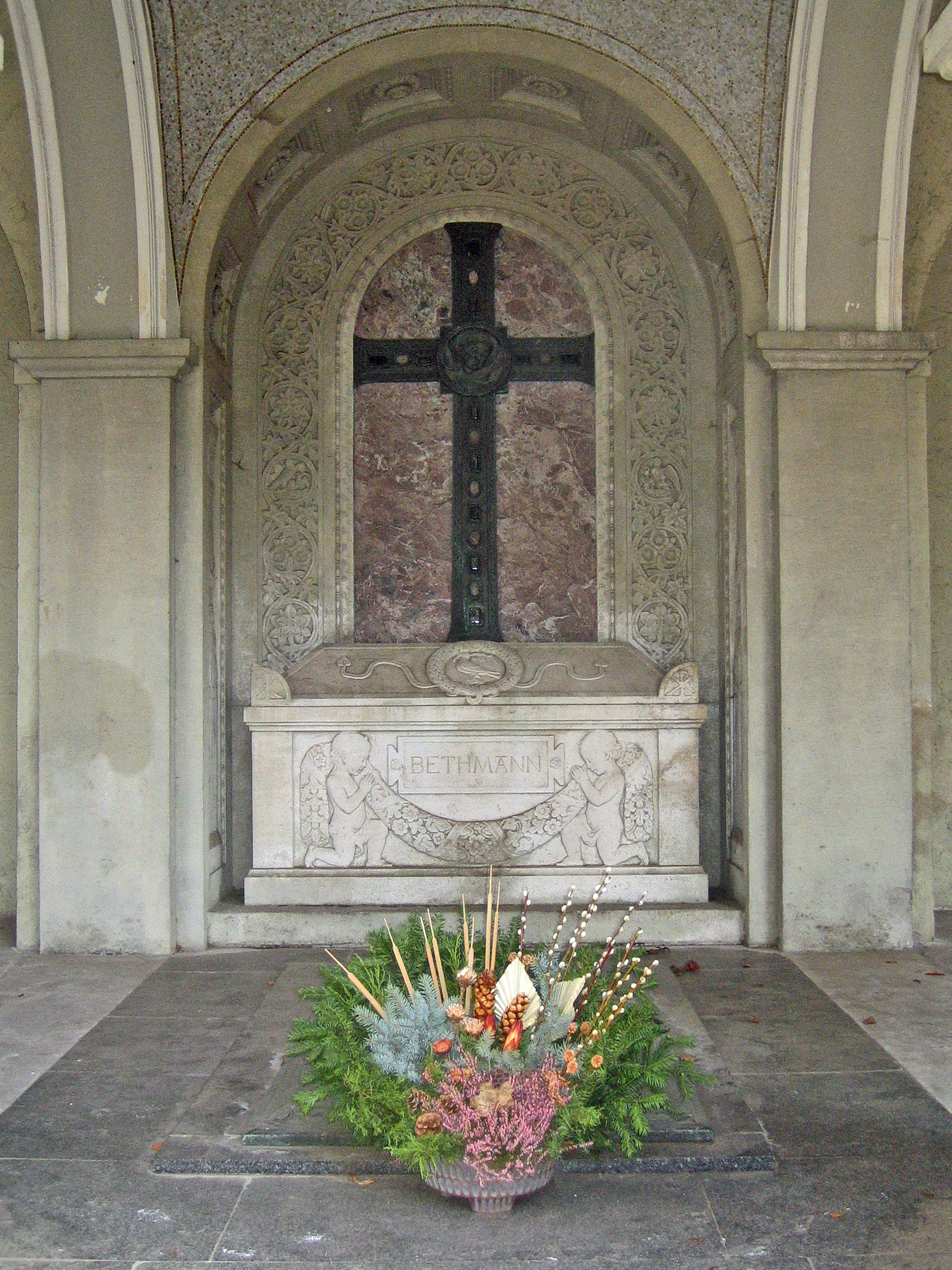
Crypte Bethmann (Francfort)
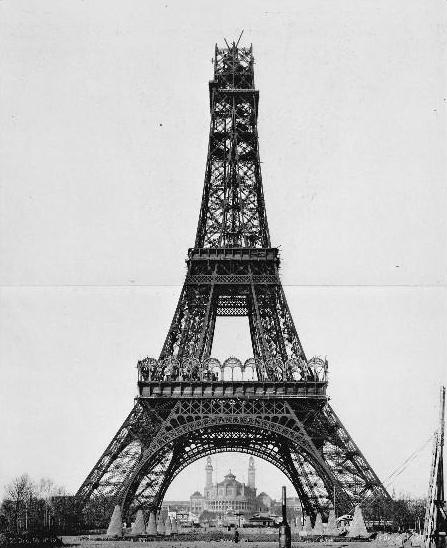
Construction de la tour eiffel avec des capitaux de la Bethmann Bank
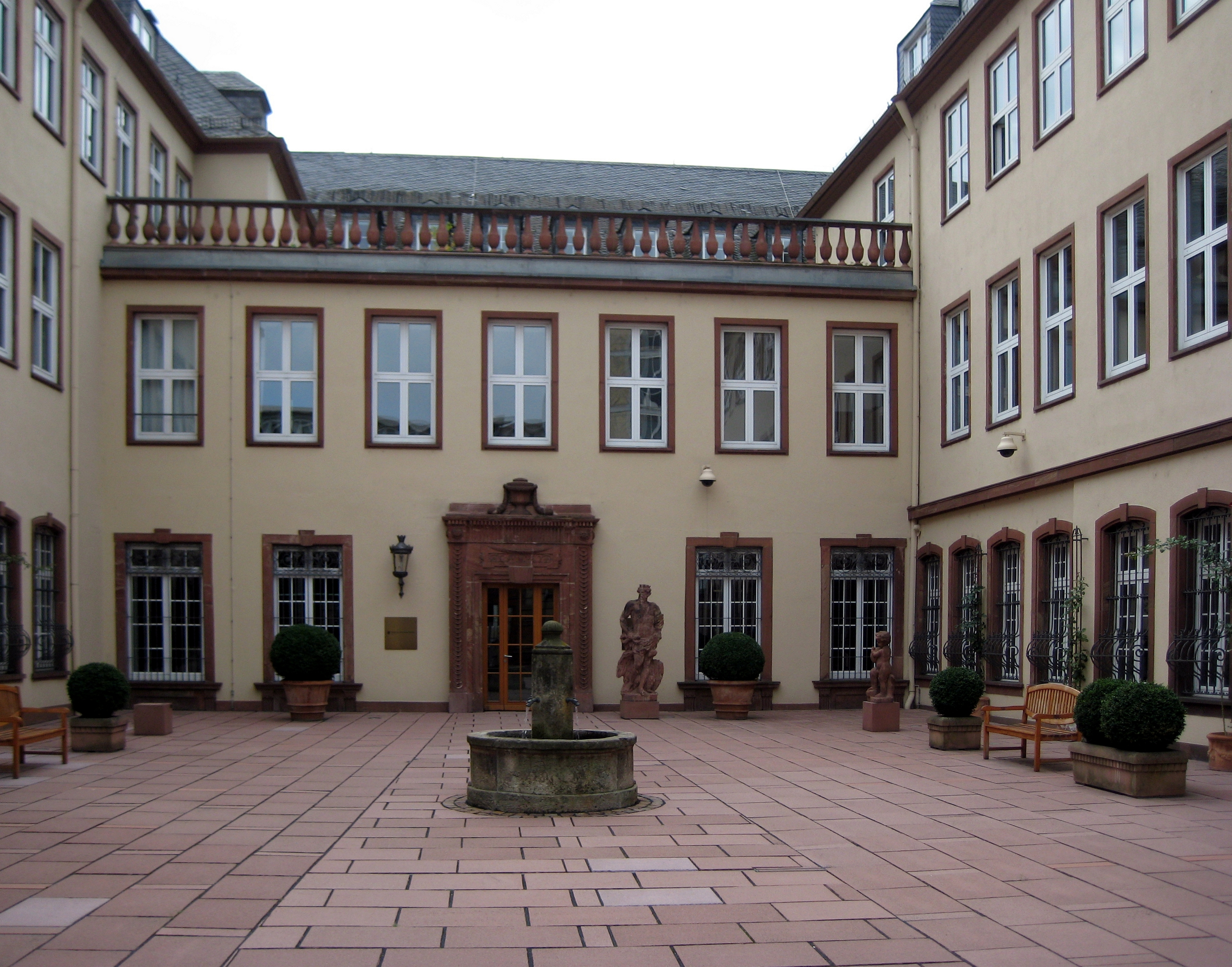
Siège historique de la banque Bethmann à Francfort
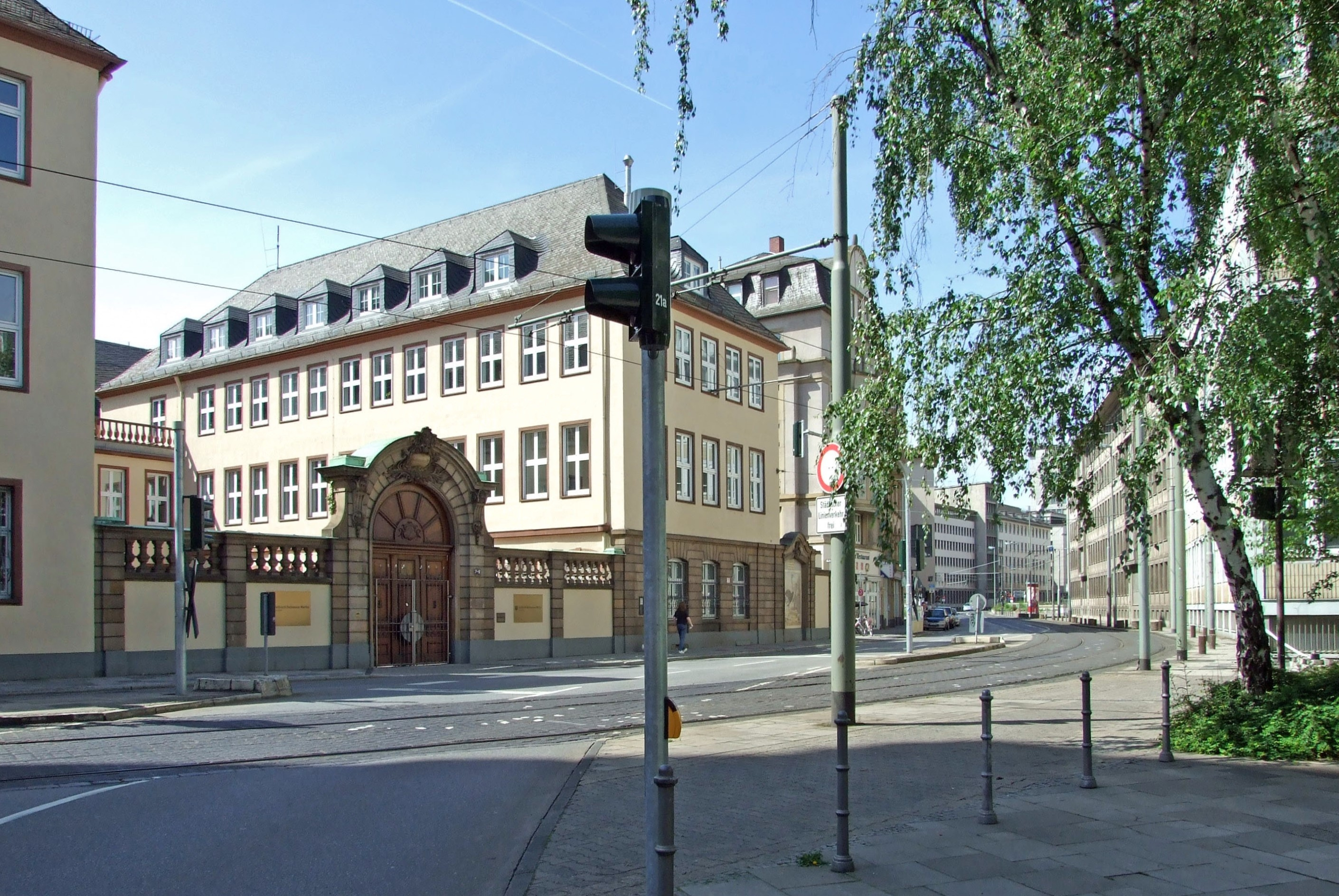
Siège historique de la banque Bethmann à Francfort
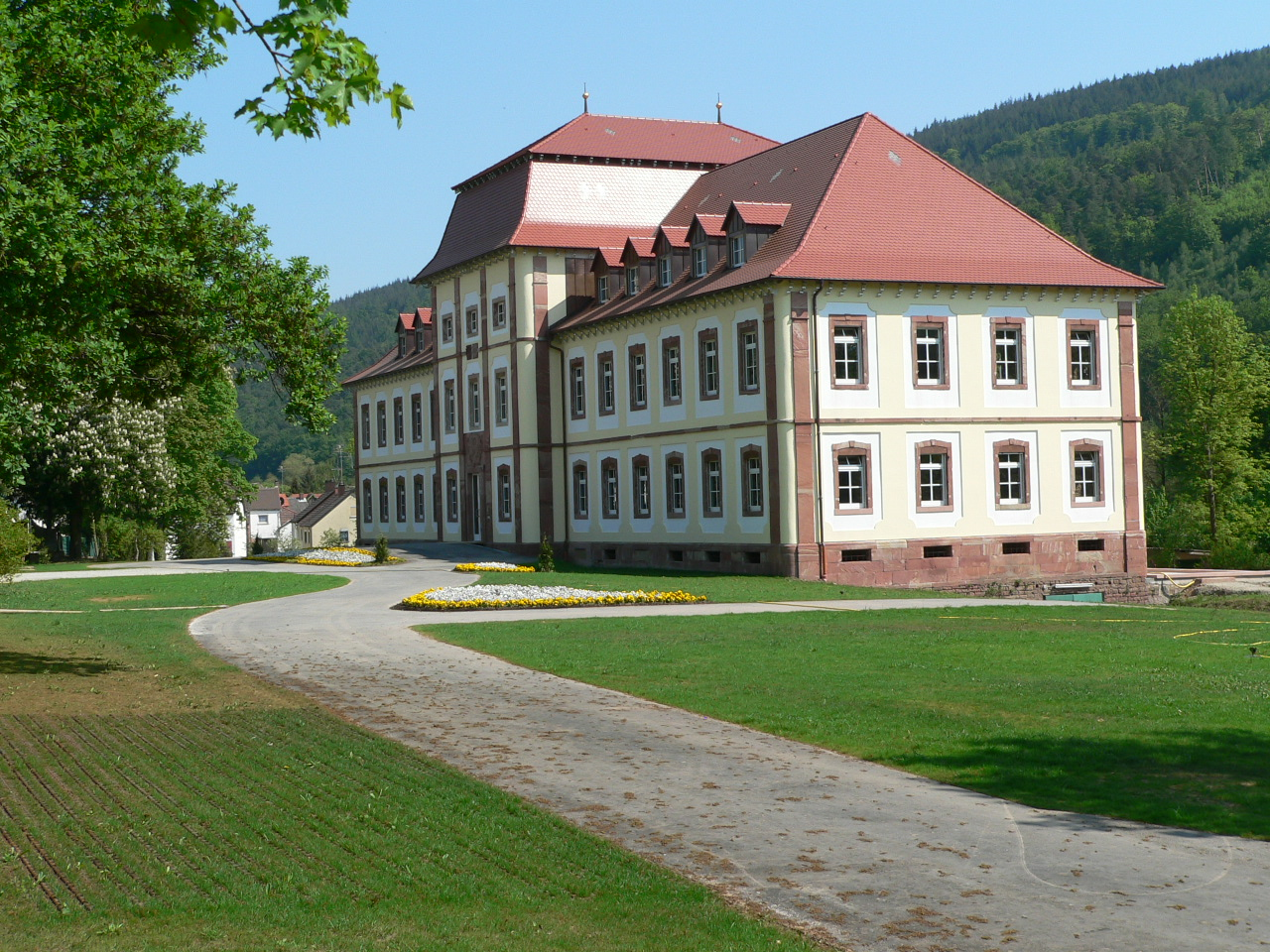
château de Fechenbach
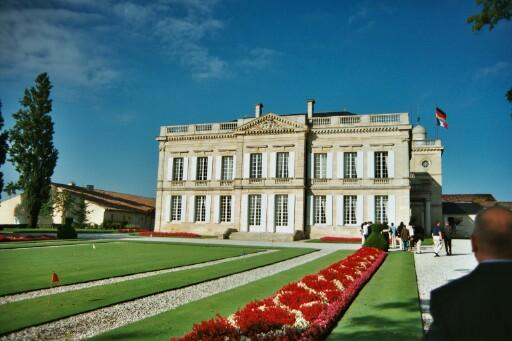